# Franz von Epp
Franz Ritter von Epp (ur. jako Franz Epp 16 października 1868 w Monachium, zm. 31 stycznia 1947 tamże) – niemiecki wojskowy, polityk i bojówkarz, generał piechoty, Reichsleiter, zarządca Bawarii w okresie III Rzeszy. Uczestnik I wojny światowej, brał udział w tłumieniu powstania bokserów i rewolucji listopadowej.

## Życiorys
Był synem zaliczanego do szkoły monachijskiej malarza Rudolfa Eppa i jego żony Kathariny z domu Streibel. Miał dwie młodsze siostry, Helenę i Augustę. Ukończył szkołę powszechną oraz gimnazjum. Po ukończeniu szkoły średniej 16 sierpnia 1887 roku wstąpił do 9. Pułku Piechoty. Został zawodowym oficerem armii bawarskiej, w latach 1896–1899 uczył się w Bawarskiej Akademii Wojskowej. W 1919 utworzył bawarski Freikorps liczący 700 osób, którego członkiem był m.in. Ernst Röhm. W kwietniu i maju walczył przeciwko Monachijskiej Republice Radzieckiej. W 1921 z inicjatywy Röhma przekazał fundusze armii niemieckiej na wykupienie od Towarzystwa Thule pisma „Völkischer Beobachter”, które stało się pierwszym organem oficjalnym NSDAP. Od 1928 w NSDAP. W latach 1933–1945 namiestnik Rzeszy w Bawarii. Aresztowany w 1945 przez Armię Stanów Zjednoczonych, zmarł jako więzień w szpitalu w Monachium.